# سیارک ۷۱۸۲
سیارک ۷۱۸۲ (به انگلیسی: 7182 Robinvaughan، نامگذاری:1991RV1) هفت هزار و صد و هشتاد و دومین سیارک کشف شده‌است که در ۸ سپتامبر ۱۹۹۱ کشف شد.
قدر مطلق سیارک برابر ۵۱.۲ است.